# Klaus Schütz
Klaus Schütz (født 17. september 1926 i Heidelberg, død 29. november 2012 i Berlin) var en tysk politiker, der har repræsenteret SPD.
Han var statssekretær ved det vesttyske udenrigsministerium Auswärtiges Amt 1966–1967 og blev i 1967 borgmester i Vestberlin. Han overtog posten efter Heinrich Albertz. Schütz var præsident i Bundesrat 1967–1968. Det lykkedes ham at forsvare sit absolutte flertal ved valget i 1971. CDU fik imidlertid flere stemmer end SPD i 1975, men takket være støtte fra FDP kunne SDP regere videre. Schütz forlod posten i 1977 efter flere finansskandaler, og overlod posten til partifællen Dietrich Stobbe. 
Klaus Schütz fungerede efterfølgende som ambassadør i Israel gennem fire år, og var 1981–1987 kunstnerisk leder ved Deutsche Welle i Köln. Siden 1993 har han atter boet i Berlin, nærmere bestemt i Wilmersdorf.